# Сирс, Уильям
Уильям Пентон Сирс (англ. William Penton Sears; род. 9 декабря 1939, Олтон, Иллинойс) — американский педиатр, автор и соавтор более чем 30 книг для родителей, посвящённых беременности, рождению и развитию детей, частый гость телевизионных шоу, в которых участвует как «Доктор Билл». Со своей женой Мартой Сирс, детской медсестрой, является одним из ведущих пропагандистов философии естественного родительства.

## Жизнь и карьера
Уильям Сирс родился в Алтоне (штат Иллинойс) в семье инженера Уилларда Сирса и его жены Люсиль. Отец оставил семью и дед стал мужчиной, оказывающим наибольшее влияние на Уильяма.
Сирс проходил резидентуру в детских больницах Бостона и Торонто. Он является адъюнкт-профессором педиатрии Медицинской школы Калифорнийского университета в Ирвайне.
Уильям Сирс — консультант журналов BabyTalk и Parenting, педиатр на сайте Parenting.com. Кроме того он принял участие более чем в 100 телевизионных шоу, в том числе 20/20, Шоу Фила Донахью, Доброе утро, Америка, Шоу Опры Уинфри и др.
Уильям и Марта Сирсы воспитали восьмерых детей, один из которых, Стефан, с синдромом Дауна. Трое детей, Джим, Боб (старшие) и Питер тоже стали врачами. Четвёртый сын, Мэтью, изучает медицину в Калифорнийском университете в Ирвайне.

## Некоторые работы
- The Baby Book (1993)
- The Discipline Book (1995)
- SIDS: A Parent’s Guide to Understanding and Preventing Sudden Infant Death Syndrome (1996)
- The Attachment Parenting Book (2001)
- The Successful Child: What Parents Can Do to Help Kids Turn Out Well (2002)
- The Healthiest Kid In The Neighborhood (2006)
- The Pregnancy Book
- The Birth Book
- Parenting the Fussy Baby
- The A.D.D. Book
- The Breastfeeding Book
- The Family Nutrition Book

### Издания на русском языке
- Ваш малыш от рождения до двух лет
- Грудное вскармливание
- В ожидании малыша
- 25 главных советов молодой маме